# رفتار زادآوری در پرندگان دریایی

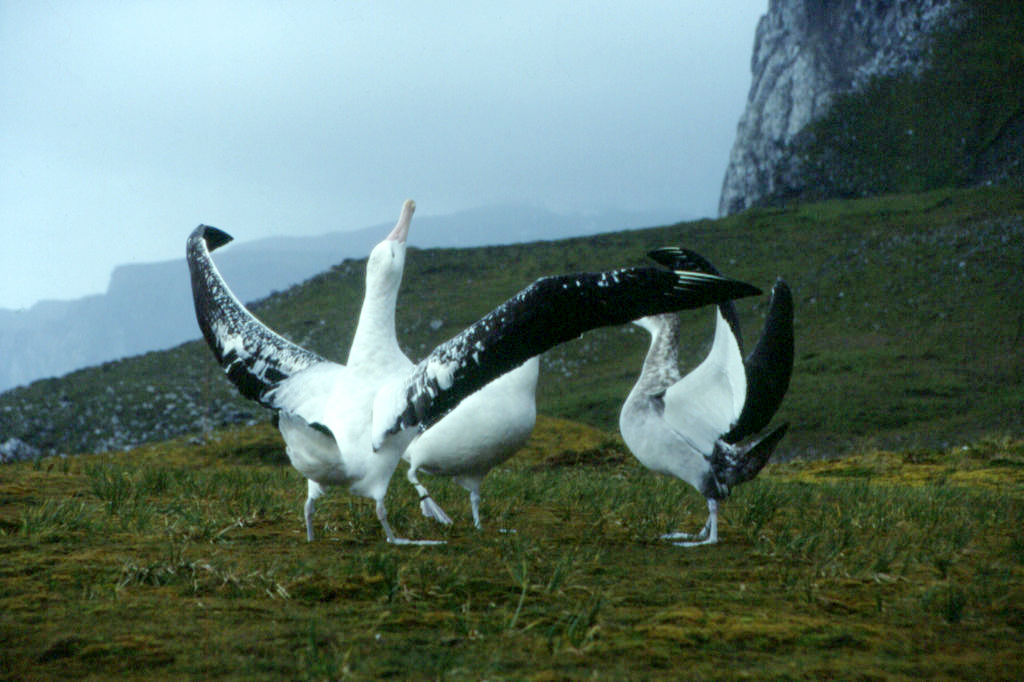
رفتار زادآوری در پرندگان دریایی

اصطلاح پرنده دریایی برای بسیاری از گونه‌های پرندگان استفاده می‌شود که بیشتر در دریا زندگی می‌کنند. پرندگان دریایی هر چند همگی در این فهرست نباشند، به دسته‌های زیر تقسیم می‌شوند:
- کبوتردریایی‌سانان
- پنگوئن‌سانان
- پلیکان‌سانان
- سلیم‌سانان یا آبچلیک‌سانان.

بسیاری از پرندگان دریایی برای سال‌های پیاپی حتی بدون دیدن خشکی در دریا زندگی می‌کنند. دلیل اصلی رفتن پرندگان دریایی به خشکی جفت‌گیری می‌باشد. دوران جفت‌گیری (معاشقه، جفت‌گیری و جوجه‌پروری) معمولاً در بسیاری از پرندگان دریایی بسیار طولانی می‌باشد و حتی در برخی از آلباتروس‌های بزرگ‌تر ممکن است به بیش از یک سال طول بکشد که با پرندگان گنجشک‌سان این رفتار کاملاً در تضاد می‌باشد. پرندگان دریایی در تک‌گونه‌ها یا کلنی‌های مختلف، لانه‌های خود را با تراکم‌های مختلف و عمدتاً در جزایر دور از ساحل و در مناطقی که از شکارچیان در امان باشند، می‌سازند. هرچند پرندگان دریایی رفتارهای غیرعادی بسیاری در تمامی مراحل جفت‌گیری و چرخه تولیدمثل از خود به نمایش می‌گذارند که در خارج از متون علمی به‌طور گسترده گزارشی دربارهٔ آنها چاپ نشده است.

## مرحلهجفت‌خواهی(معاشقه)
مرحله معاشقه از جفت‌گیری به زمانی گفته می‌شود که بین جفت‌ها پیوندی ایجادشده و پیش از جفت‌گیری رخ می‌دهد و گاهی در مراحل جفت‌گیری و جوجه‌پروری از پدیده‌شناسی تولیدمثل نیز ادامه می‌یابد. ترتیب و تنوع رفتارهای معاشقه‌ای به شکل گسترده‌ای در بین گونه‌ها متفاوت می‌باشد، اما معمولاً با محافظت از قلمرو آغاز شده و در ادامه نمایش برای جذب جفت و انتخاب منطقه برای لانه‌سازی می‌باشد. پرندگان دریایی طول عمر طولانی داشته، به شکل اجتماعی تک‌همسر بوده و یک جفت برای طول عمر دارند.

### رقص‌های جفت‌گیری
پرندگان دریایی تنها خانواده‌های وابسته به مرغان هستند که رقص‌های تشریفاتی برای معاشقه دارند. این رقص‌ها پیچیده بوده و شامل به نمایش گذاشتن و خواندن فراخوان‌های جفت‌گیری می‌شود که میان خانواده‌ها و ترتیب آنها بسیار متغیر می‌باشند. آلباتروس‌ها برای رقص‌های پیچیده جفت‌گیری معروف هستند. همه گونه‌های آلباتروس‌ها گونه‌ای از تشریفات رقص دارند و بسیاری دیگر از گونه‌ها رقص‌هایی مشابه را به معرض نمایش می‌گذارند. رقص‌های دیداری و آوازی پیچیده آلباتروس‌ها یکی از پیشرفته‌ترین نمایش‌های جفت‌گیری در هر جانوری با عمر طولانی به‌شمار می‌رود. هر دو عضو این جفت از این رقص‌ها به عنوان نماینده‌ای برای کیفیت جفت استفاده می‌کنند و اعتقاد بر این است که این یکی از فاکتورهای حائز اهمیت در انتخاب همسر در خانواده این پرندگان می‌باشد. در آلباتروس‌های پا سیاه و آلباتروس‌های لیسان ده مرحله از مراحل رقص جفت‌گیری شرح داده شده است که ممکن است ترتیب آنها به شکل‌های متغیر انجام شود.

### معاشقه به همراه تغذیه
زمانی که بین جفت‌ها پیوندی ایجاد شد، در برخی از گونه‌ها معاشقه با تغذیه رخ می‌دهد. معاشقه با تغذیه به زمانی گفته می‌شود که یکی از جفت‌ها برای جفتش با تشریفات خاصی غذا هدیه می‌آورد. اغلب جفت نر برای جفت ماده غذا می‌آورد اما در برخی از گونه‌های خاص، نقش جفت‌ها جابجا شده و جفت ماده برای جفت نر غذا هدیه می‌آورد. دلایل مختلفی برای معاشقه با تغذیه ارائه شده است: ۱. برای تقویت پیوستگی در رابطه. ۲. برای کاهش پرخاشگری بین نرها و ماده‌ها و ۳. برای تقویت کردن بیشتر ماده‌ها در طول مرحله تخم‌گذاری.

## جدا شدن جفت
برای بیشتر پرندگان دریایی اگر جفت‌گیری موفق باشد، آنها با همان جفت هر سال جفت‌گیری را ادامه می‌دهند تا زمانی که یکی از جفت‌ها بمیرد یا به کلنی برای تولیدمثل بازنگردد. هرچند گاهی پیوند بین جفت‌ها از بین رفته و از یکدیگر دور می‌شوند، درحالی‌که هر دو جفت زنده هستند. این فرایند با نام جدایی یا طلاق شناخته می‌شود.